# مبنى كرايسلر
لقد اكتمل بناء مبنى كرايسلر في مناخ مانهاتن التنافسي في عشرينيات القرن العشرين. كان الاقتصاد الأمريكي مزدهرًا، ولم تكن هناك
مساحات مكتبية كافية ؛ ففكر البناءون المدنيون في التوسع رأسيًا. وفي عام 1926 ، دخل والتر كرايسلر ، وهو واحد من أغنى الرجال في صناعة السيارات، مناقصة في المنافسة غير الرسمية لبناء أطول بناية في مدينة نيويورك. لقد أرادها بناية مكتبية مرتفعة بما يكفي لترمز إلى تقدمه المذهل في عالم الأعمال. وقد لبى المهندس المعماري وليام فان ألين المولود في بروكلين والذي كان مشهورًا بتصميماته الزخرفية المتطورة، طلب كرايسلر بتشييد بناية من سبعة وسبعين طابقًا، وهي البناية الأولى في العالم التي تتجاوز ارتفاع الألف قدم.الشكل الهرمي لبناية كرايسلر كان مفروضًا بموجب قانون تنظيم مدني لعام 1916 والذي كان يفرض تقليص مساحة طوابق البنايات كلما ارتفعت للسماح بوصول ضوء الشمس إلى الشوارع. وقد أتاح هذا التقييد للمهندسين المعماريين اعتماد طريقة نحتية للتصميمات المدنية.وبدلاً من التصميمات المستطيلة الطويلة البسيطة والتي أخذت تسود في المدينة، بدأت الأشكال الابتكارية والديناميكية تضيف متعة وتنوعًا لأفق مانهاتن. وقد ساهم القانون أيضًا في تركيز الانتباه على قمم البنايات؛ ففي أعلى بناية كرايسلر، توجد سبعة أقواس متراكبة مستدقة ناحية القمة لتخلق خداعًا بأن البناية أطول مما هي عليه.
والزخرفة المميزة، والمتمثلة في المثلثات الضيقة الموضوعة بأشكال نصف دائرية، تشبه في روعتها إشراقة الشمس، كما قد تستدعي إلى الذهن أيضًا شكل شعاع العجلة. الرائعة في فن العمارة » فان ألين « مساهمة الأمريكية طبّقت المفردات المرئية لأسلوب "آرت ديكو” على ناطحة سحاب الحديثة وهو أسلوب زخرفي عالمي يؤكد على التصميمات الانسيابية وكثيرًا ما يستعمل موادً غير تقليدية.
ولجعل مبنى والتر كرايسلر مميزًا عن المباني الأخرى من نوعه، اختار تصميمات مناسبة لعصر الآلات، وبالأخص السيارات، فطبقة » ألين الستانلس ستيل المتألقة على البرج المستدق تستحضر في الذاكرة مظهر الكروم اللامع لسيارة جديدة تمامًا، وتنتأ رأس النسر الأمريكي المميز من بعض أركان المبنى في إشارة مرحة إلى التماثيل الناتئة في الكاتدرائيات القوطية. وهناك أركان أخرى مزينة بأشكال مجنحة لغطاء
شبكة تبريد سيارات كرايسلر. ويوجد إفريز زخرفي يتضمن مجموعة من أغطية محور العجلة.
إذا كانت الزخرفة الخارجية تعزز من حداثة ناطحة السحاب، فقد تم تصميم الداخل ليستحضر الماضي البعيد، ويضع مبنى كرايسلر بين عجائب الدنيا. وتتمثل المعالم الأكثر إثارة في الرواق الكبير في أبواب المصعد المزينة بالنحاس والخشب المُطعم )ترصيع زخرفي على قاعدة خشبية( مع تصميم لوتس (نبات). واكتشاف مقبرة الملك توت عنخ آمونفي عام 1922 قد أطلق العنان لثقافات قديمة وغريبة، وقد تم تصميم مبنى كرايسلر على قمة هذا الهوس بكل ما هو مِ يْرص. وبالإضافة إلى زخارف اللوتس، تتألق الغرف العامة بباقة من التصميمات المِ يْرصة القديمة للإيحاء بارتباط المبنى أهرامات مصر العظيمة، وتسجل الرسوم الموجودة في سقف الرواق مراحل التقدم البطولي في بناء البرج، وكأن أثر كرايسلر قد احتل مكانه بالفعل في التاريخ مثله مثل الأهرامات العظيمة.
لقد كان كرايسلر وفان ألين مصممان على جعل هذا المبنى الأطول في المدينة، ولكن قرب نهاية البناء كان هناك شك في قدرته على الاحتفاظ بهذه المنزلة. لقد كان هناك برجًا مكتبيًا يرتفع بسرعة في أدنى مانهاتن حيث كان قد وصل إلى 840 قدمًا، وقد قام مهندسه المعماري، شريك العمل السابق لفان ألين، والذي اعترف بالمنافسة مع كرايسلر، بزيادة ارتفاع بنايته أكثر بإضافة غطاء فولاذي طوله ستون قدمًا، لكن فان ألين، الذي رفض الهزيمة، طلب من عماله أن يقوموا اِرسً بتجميع قمة من الفولاذ وزنها 27 طنًا، والتي رُفعت في اللحظة الأخيرة فوق المبنى كمفاجأة رائعة للمدينة. وبهذا، لم يتجاوز كرايسلر ارتفاع منافسة وول ستريت فحسب، وإنما تخطى أيضًا ارتفاع برج إيفل في باريس. وبعد كل هذا، سيتنازل المبنى عن هذه المنزلة التي نالها بمشقة في نفس العام لمبنى “مبنى إمباير ستيت” الذي تجاوزه بارتفاع 202 قدمًا.عانت شهرة وليام فان ألين بعد اكتمال أشهر بناياته، ولم يتسلم المهندس المعماري أجرته الكاملة على عمله، فقد اتهمه كرايسلر بأخذ رشاوى من مقاولين. وقد زادت آثار الكساد في صناعة المباني من محنته. واليوم، لا يتمتع فان ألين بأي شهرة في تاريخ الهندسة المعمارية، حيث لم رُجت أي دراسات متخصصة لعمله. وعند موته، أخفقت جريدة نيويورك

## مقالات ذات صلة
- قائمة أطول خمسين بناية في نيويورك
- قائمة مشاريع عملاقة